# ヴェル・エール 〜空白の瞬間の中で〜
「ヴェル・エール 〜空白の瞬間の中で〜」（ヴェル・エール くうはくのときのなかで）は、MALICE MIZERのメジャーデビューシングル。1997年7月19日にコロムビアミュージックエンタテインメントから発売された。

## 解説
- 初回限定盤は5万枚限定、フランスでロケーションが行われたPVが収録されたビデオテープ・16ページのブックレット付きでリリースされた[1]。その約2週間後にc/w、instrumentalも収録された通常盤がリリース。

## 収録曲
（全編曲：MALICE MIZER・島田陽平）
初回限定盤
1. ヴェル・エール 〜空白の瞬間の中で〜 [5:18]
作詞：Gackt.C、作曲：Mana
  - 基本はメロディアスだが、変拍子を取り入れたり、間奏の最中に楽器の音が少なくなってハープだけになったり等独自の構成を構築している[1]。
  - Gacktはアレンジに対して「耳に入ってくる分には違和感がない様に」考慮した[1]。
  - Manaは構成について「サビを聞きやすくする」「ギターのアプローチを最大限にクラシック的にした」「イントロからエンディングまで、常に2本のギターがハモっていてという独自のギターラインを聞かせたかった」と語っている[1]。
  - アルバム『merveilles』収録のものはアレンジが加えられている。また、歌も一部コーラスが足されている。

通常盤
1. ヴェル・エール 〜空白の瞬間の中で〜
2. COLOR ME BLOOD RED [3:03]
作詞・作曲：Közi
  - Gt.Köziがヴォーカルをとっている。
3. ヴェル・エール 〜空白の瞬間の中で〜（instrumental） [5:18]

## ミュージック・ビデオ
インディーズ時代のファン達から「PVを見たい」と言われ続けていたが、「限られた予算で中途半端なものを作るのがいやだ」というメンバー5人の意向から、フランスでのオールロケーションでの撮影が行われた。
ビデオカメラではなく、フィルムで撮影している。フィルムはビデオカメラと違い、1本で撮れる時間が短いため、納得いくまで撮り直すことができず、せいぜい同じシーンを2回撮っておく事が限度であり、事実上はぶっつけ本番・一発撮影だった。そういう制約の中でも、全てに目を配っていった監督の姿勢にManaは感動した。
Manaが小道具を使うシーンは音源とビデオとライブでのパフォーマンスに関連性を持たせるためだった。特に「ライブでのパフォーマンスは後方の客席からは見えないかもしれないから、その分ビデオでハッキリみせたい」というManaの意向があった。

## 収録アルバム
| アルバム                                  | 発売日                              | 備考                                |
| ヴェル・エール 〜空白の瞬間の中で〜       | ヴェル・エール 〜空白の瞬間の中で〜 | ヴェル・エール 〜空白の瞬間の中で〜 |
| ----------------------------------------- | ----------------------------------- | ----------------------------------- |
| 『merveilles』                            | 1998年3月18日                       | メジャー1stオリジナルアルバム       |
| 『La Collection des Singles』             | 2004年9月29日                       | 1stベストアルバム                   |
| 『La Meilleur Selection de MALICE MIZER』 | 2006年10月18日                      | 2ndベストアルバム                   |
| COLOR ME BLOOD RED                        |                                     |                                     |
| 『La Collection des Singles』             | 2004年9月29日                       | 1stベストアルバム                   |